# 北山町 (徳島市)
北山町（きたやまちょう）は、徳島県徳島市の町名。2010年7月現在の人口は680人、世帯数は252世帯。郵便番号は〒770-8032。

## 地理
徳島市の中央部に位置し、勝占地区に属する。北は大谷町、西は上八万町、東は西須賀町、南は方上町と接する。米・ミカンを中心とする農業地域。西部は山地で、その斜面を利用したミカン栽培が盛んであるが、生産過剰などによる価格の低下に農家は悩まされている。東部は平地が広がり、米が生産されている。
熊野神社・地蔵院東海寺があり、東海寺は、モラエス翁仏壇を祀る寺として知られる。

### 河川
- 新川

### 小字
| - 池ノ内 - 猪ノ奥 - 岩崎 - 大杉 - 上田 | - 神ノ前 - 上屋敷 - 神脇 - 北ノ谷 - 合仁木 | - 五反地 - 三反地 - 重清 - 下地 - 下田尻 | - 銭亀坂 - 中須賀 - 縄手 - 萩田 - 花折 | - 羽淵 - 船附 - 松ノ木 - 簑越 - 山田 |  |

## 歴史
元は徳島市大谷の一部で、昭和27年より現在の町名となる。元文年間に高田嘉平らが山桜を植え、寛政年間には大木となり、北山桜として名所になるが、明治8年に伐採された。上八万町へ山越えするあづり越は、源義経が勝占神社に参拝した後、あずりながら越えた峠と伝える。

## 交通

### 道路
- 徳島県道209号八多法花線
- 徳島県道210号大谷西須賀線
- ポルトガル・レイリア大通り

## 施設
- 徳島市立方上小学校
- 東海寺
- 熊野神社